# ورخ-موتا
ورخ-موتا (به لاتین: Verkh-Muta) یک منطقهٔ مسکونی در روسیه است که در جمهوری آلتای واقع شده‌است.